# Новоставський заказник
Новоста́вський зака́зник — лісовий заказник місцевого значення в Україні. Розташований у межах Рівненського району Рівненської області, на північний захід від села Новостав. 
Площа 40 га. Статус надано згідно з рішенням Рівненського облвиконкому від 22.11.1983 року № 343. Перебуває у віданні ДП «Клеванський лісгосп» (Новоставське лісництво, кв. 19). 
Заказник створено з метою збереження частини лісового масиву з високопродуктивними дубовими насадженнями віком 140—180 років II бонітету. У домішку — береза повисла, граб звичайний. Діаметр найстарішого дерева дуба — 84 см. Середній запас деревостану 380 м³. 
У трав'яному покриві: барвінок, яглиця звичайна, квасениця звичайна, веснівка дволиста, анемона дібровна, фіалка дивна. 
З тварин водяться сарна європейська, вивірка звичайна, заєць сірий, їжак білочеревий, лисиця та мишоподібні гризуни, із птахів — дятел звичайний, сойка, повзик та інші.

## Галерея

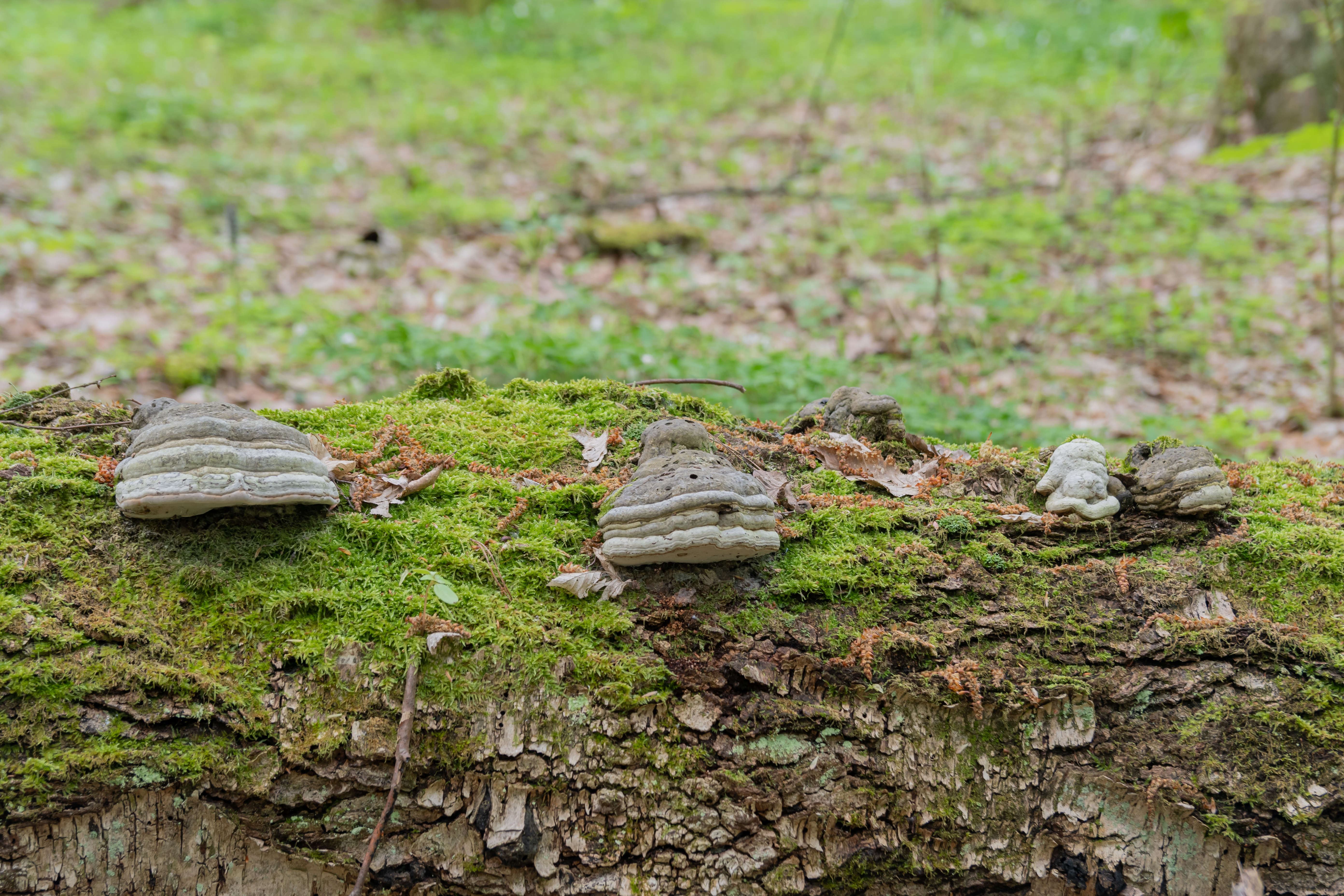
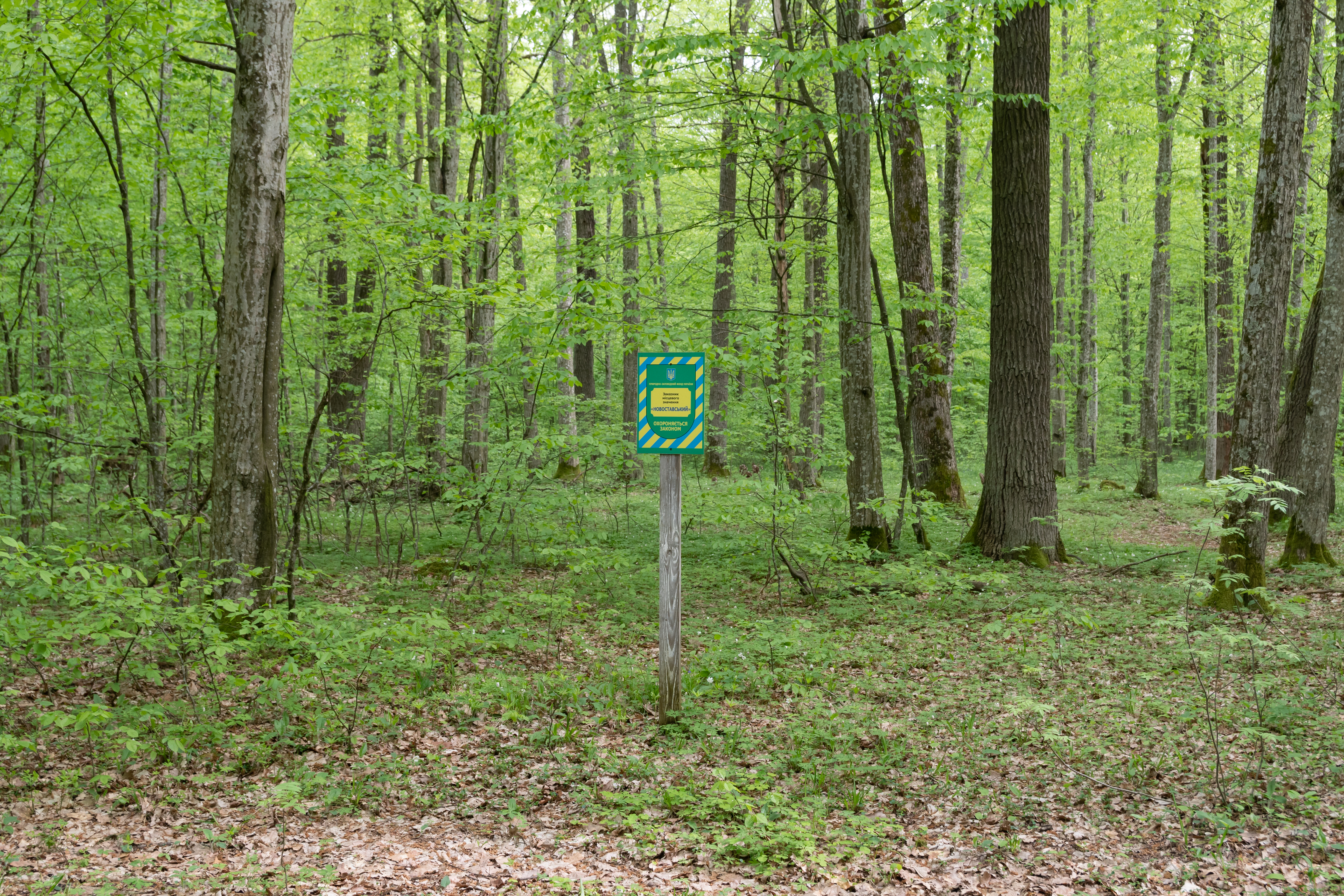
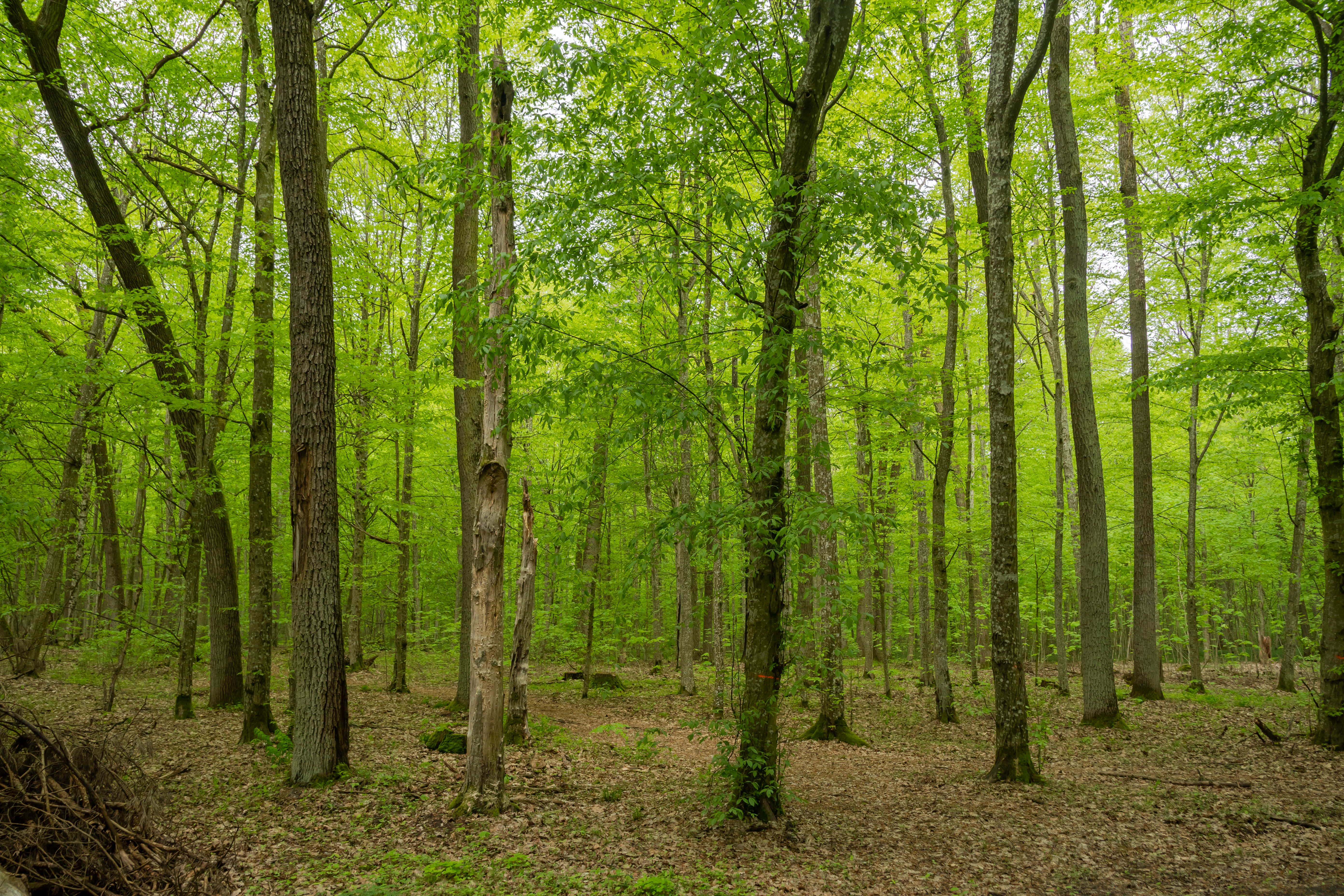
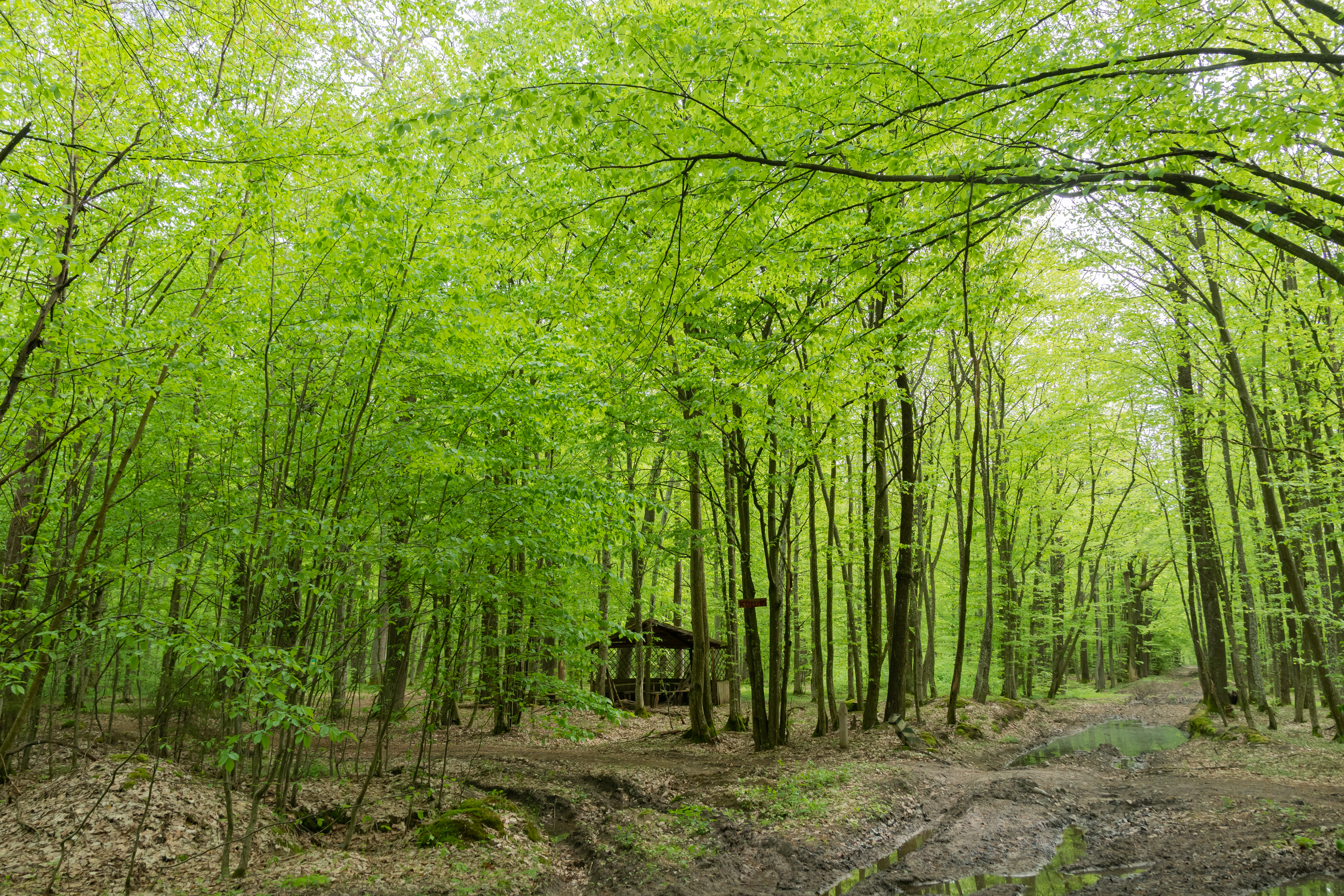
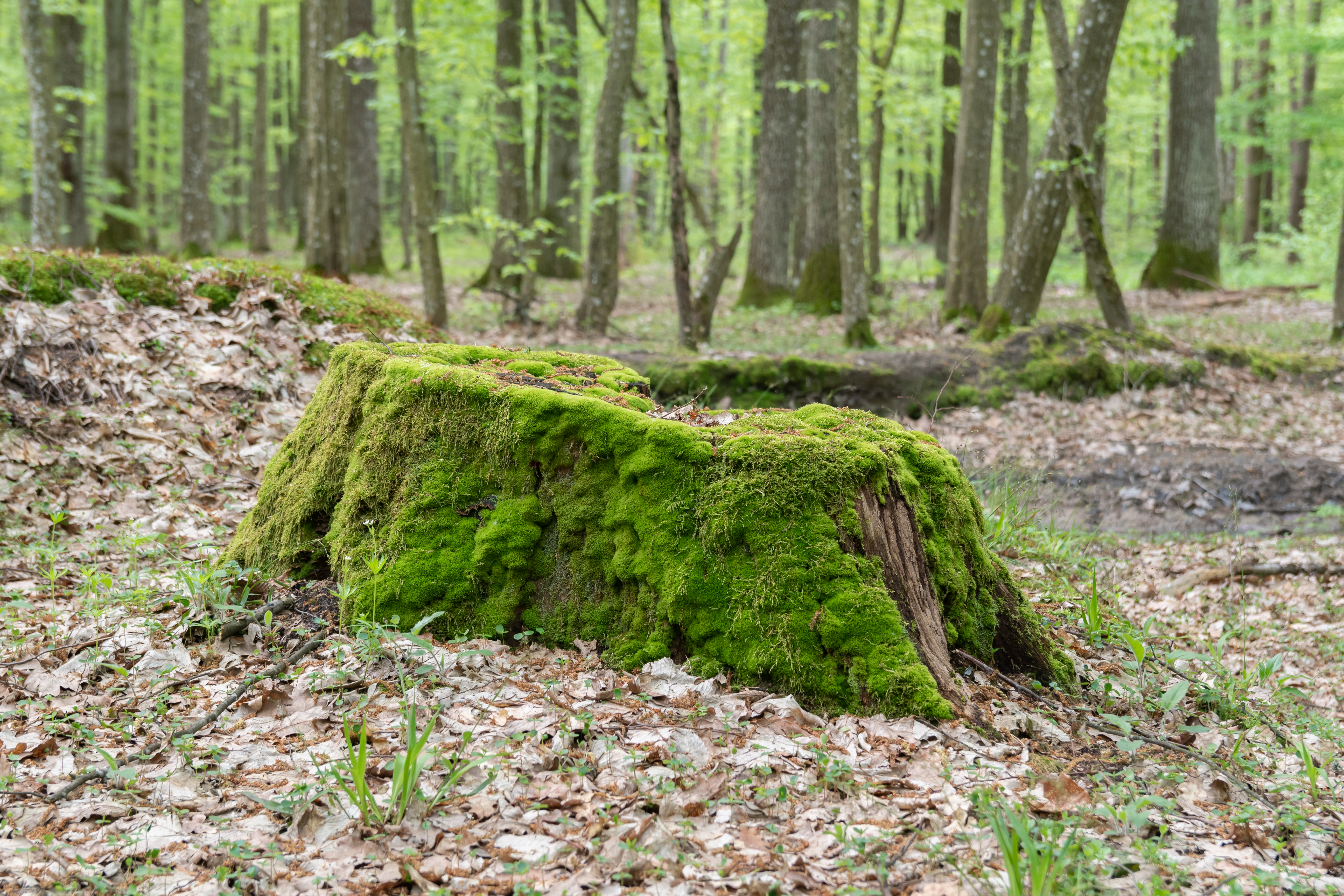